# クイント・ゲルマンディ

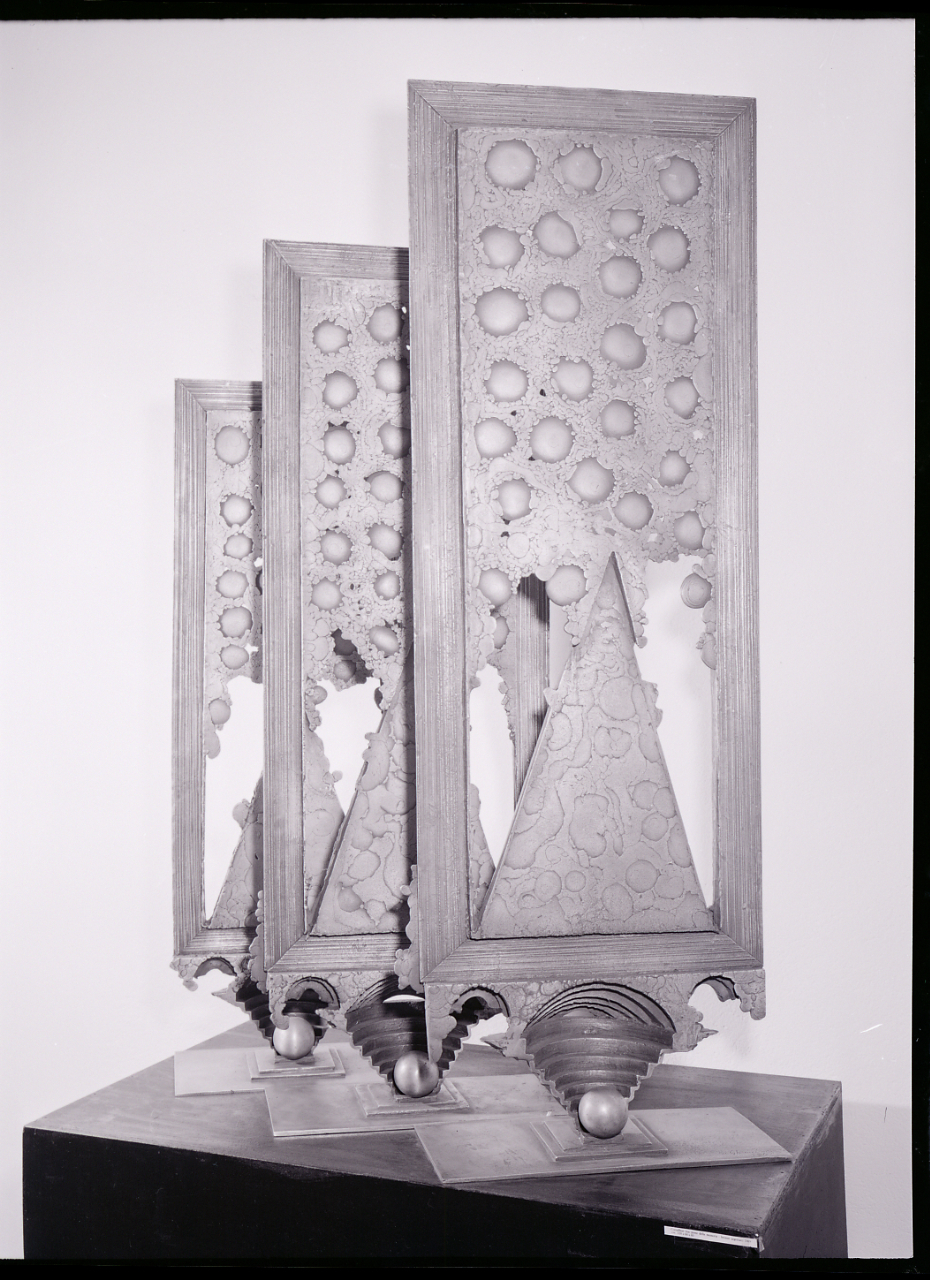
ボローニャのサン・ルーカ・アートギャラリーに展示されたクイント・ゲルマンディの彫刻。1970年、パオロ・モンティ撮影。

クイント・ゲルマンディ（Quinto Ghermandi、1916年9月28日、クレヴァルコーレ - 1994年1月18日、サン・ラッザロ・ディ・サーヴェナ）は、イタリアの彫刻家。その作風はアンフォルメルに分類される。

## 生涯
1916年9月28日、エミリア地方の農業地帯、クレヴァルコーレ（ボローニャ県）のロンキで中産階級の地主の家に生まれる。一家は、ロンキの館（現在はクレヴァルコーレ基礎自治体が所有）に居住していた。幼くして造形の才に目覚め、5歳のころ、敷地内のレンガ窯の粘土でものを作って遊ぶのが好きだったという。やはり子供の時、第一次世界大戦の戦没者慰霊碑の竣工式典に父親と参列し、その彫刻群を目にして「雷に打たれた」ことから、芸術家を志すようになる。
ボローニャ美術高等学校でクレト・トンバに師事した後、ボローニャ美術アカデミーではエルコレ・ドレイの門下で彫刻を学び、1940年に卒業した。
第二次世界大戦中は、狙撃兵としてギリシャへ、次いで落下傘兵としてエジプトへ出征し、エル・アラメインの戦いに参加した。イギリス軍の捕虜となり、砂漠の捕虜収容所で4年間を過ごす。1943年9月8日の停戦協定後も、軍人としての忠誠心から連合軍を敵視して協力を拒んだため、釈放されたのは1946年になってからだった。その間、イギリスの雑誌を通じてパブロ・ピカソやヘンリー・ムーアの作品に触れたらしい。
抑留からの帰還後、創作活動を始める。テラコッタの小さな彫刻から始め、陶器や錬鉄でも試しながら作品を発表するようになり、1952年に第26回ヴェネツィア・ビエンナーレに出展する。
1958年、ブロンズ（ロストワックス鋳造）に初めて取り組む。親友でパトロンの建築業者ジオナ・バルディッセーラが、自身の庭園用に動物の彫刻をブロンズで制作するよう依頼したためである。親友の睨んだ通り、この素材こそゲルマンディの才能を大いに発揮する契機となった。同年、ボローニャ賞を受賞している。
翌年にはカッラーラの彫刻賞を受賞し、また、リン・チャドウィックとともにパドヴァの国際ブロンズ像賞を受賞した。このころの国内外の主要な展覧会にはたいてい出展している。
1962年、スポレートで開催された第5回「ふたつの世界フェスティバル」の一環として、ジョヴァンニ・カランデンテが「街のなかの彫刻」展を企画した。ゲルマンディは、世界で活躍する著名な彫刻家たちとともに参加し、1959年の『恐怖の木』と1962年の『蝕』の2点のブロンズ彫刻を発表する。
1960年の第30回、1966年の第33回ヴェネツィア・ビエンナーレ、1965年の第9回ローマ・クアドリエンナーレに参加した。60年代を通じて、個展や主な彫刻展への出展が相次いだ。出展先の地域は、ヨーロッパからアメリカ、日本、ブラジル、ニュージーランド、イラン、エジプトにおよぶ。
1964年には、カッセルのドクメンタ3で一群の作品を発表。
1967年と1969年には、フィレンツェのフィオリーノ・ドーロ賞を彫刻部門で受賞した。
彼の作品は、北欧を中心としたヨーロッパ、アメリカ、ラテンアメリカの公私のコレクションに所蔵されたり、公共のモニュメントや噴水として世界各地に設置されたりしている。例えば、1965年の作品『リッチョーネ』は、フィレンツェのノヴェチェント美術館で見ることができる。
フィレンツェとボローニャの美術アカデミーで彫刻の講座を担当し、さらにボローニャ美術アカデミーでは1981年から1984年まで校長も務めた。
画家のロマーナ・スピネッリ（2013年8月5日に死去）と結婚したクイント・ゲルマンディには、クリスティーナ（1993年に死去）、フランチェスカ（有名な漫画家・イラストレーター）、マルティーノ（編集者）の3人の子がいる。
1994年1月18日、ボローニャで死去。
代表作は、彫刻『Largo gesto per un massimo spazio』、ボローニャのサントルソラ病院の噴水、ロマーニャ用水の祝賀噴水シリーズである。祝賀噴水シリーズは、彼の死後も息子マルティーノによって制作が続けられたものの、未完である（シリーズ最後の作品、リミニのミラマーレの噴水は、ゲルマンディの息子や相続人たちの許可なく制作されたもので、贋作とされる）。このシリーズには、フォルリのフランコ・アゴスト都市公園にある噴水（フォルリには1950年代制作の泉もあり、裁判所前の9月20日広場に設置されている）、ファエンツァのカラメッリ通りの噴水、ルーゴのコレッリ通りの噴水や、チェゼーナの競馬場近くの噴水も含まれる。また、サン・ジョバンニ・イン・ペルシチェートのカーニバルの山車を30台ほど考案・制作しており、皮肉と風刺の効いた重要な創作である。
13年におよぶ訴訟の末、2016年12月13日付の判決第2277/2016号をもってボローニャ控訴裁判所は、リミニのミラマーレに所在する祝賀噴水の制作につき著作者人格権の侵害を認め、ロマーニャ水道事業会社に対し、クイント・ゲルマンディの息子マルティーノ・ゲルマンディへの賠償金支払いを命じた。

## 叙勲
- イタリア共和国功労勲章 - （閣僚評議会事務局推薦により）1987年6月2日、ローマにて授与される。